# Tribunal Superior Electoral
El Tribunal Superior Electoral (en portuguès, Tribunal Superior Eleitoral, conegut per les sigles TSE) és la màxima instància de la justícia electoral del Brasil, segons emana de la Constitució brasilera de 1988, en els seus articles 118 a 121.
L'antecessor del TSE és el Tribunal Superior de Justícia Electoral, creat el 1932. Amb tot, l'Estado Novo va promulgar la Constitució de 1937, que revocava el TSJE, ens que no seria recuperat fins al final de l'era Vargas i la redacció d'una nova Constitució.
Amb el trasllat de la capital federal a Brasília, la seu del Tribunal va situar-se a l'Esplanada dels Ministeris, fins que el 1971 va construir-se la seu definitiva, a la Plaça dels Tribunals Superiors de Brasília. Amb el pas del temps, l'edifici va quedar petit i es van crear annexos en tres edificis propers. A començaments dels anys 2000 es va projectar un nou edifici, obra d'Oscar Niemeyer, i que va ser inaugurat el 2011.
El TSE està conformat per 7 membres: 3 jutges triats pel Suprem Tribunal Federal (STF), 2 jutges del Superior Tribunal de Justícia (STJ) i 2 juristes triats pel President de la República, d'entre la llista de 6 candidats proposada per l'STF. La presidència i vicepresidència recau en jutges de l'STF, mentre que el corregidor electoral és un dels que venen de l'STJ. El mandat dels ministros del TSE és de dos anys, renovables per dos anys més.